# Gabriel R. Paul
Gabriel Rene Paul (22. marts 1813 – 5. maj 1886) var en karriereofficer i den amerikanske hær, som bedst huskes for sin indsats som general i den amerikanske borgerkrig.

## Tidlige år
Paul blev født i St. Louis i Missouri. Han var barnebarn af en af Napoleon's officerer. Han fik sin eksamen på West Point i 1834, som nr. 18 i sin årgang. Mens han var udstationeret på Newport Barracks giftede han sig den 24. marts 1835 sig med Mary Ann Whistler, datter af oberst William Whistler. Sammen fik de med tiden 3 døtre og en søn, som blev soldat ligesom sin far, morfar og oldefar.

## Karriere
Paul blev forfremmet til premierløjtnant i 1836. Han gjorde tjeneste i 7. Infanteriregiment under Seminolekrigene i Florida, hvor han bl.a. gennemførte et overraskelsesangreb på en gruppe indianere. Den 19. april 1846 blev han forfremmet til kaptajn.
Paul gjorde tjeneste i den Mexicansk-amerikanske krig. Han blev såret i Slaget ved Cerro Gordo, men blev rask og deltog i kampagne som resulterede i erobringen af Mexico City. Han førte et angrebshold, som erobrede et mexicansk flag under stormen på Chapultepec. Dette indbragte ham en midlertidig forfremmelse til major. Året efter gav borgerne i St. Louis ham et æressværd som tak for hans indsats under krigen.
Under en ekspedition til Rio Grande floden i Texas i 1852 deltog han i tilfangetagelsen af en bande desperadoer, og den 2. oktober 1858 overraskede hans enhed en gruppe fjendtlige indianere ved Spanish Fork, Utah og erobrede deres lejr. Han blev forfremmet til major for 8. infanteriregiment.

## Borgerkrigen
Ved borgerkrigens begyndelse blev han oberst for for 4. frivillige New Mexico regiment i Fort Union og herfra gjorde han meget for at holde Sydstatshæren ude af New Mexico territoriet.
Han var fungerende generalinspektør i militærområdet New Mexico indtil december 1861, og overtog derefter kommandoen over det sydlige militærdistrikt. Den 13. april 1862 deltog han i en træfning med fjenden ved Peralta. Han blev oberstløjtnant i den regulære hær den 25. april 1862. Den 25. april året efter blev han brigadegeneral i den frivillige hær. Han deltog i slagene ved Fredericksburg og Chancellorsville.
I slaget ved Gettysburg havde han kommandoen over en brigade i I korps. På slagets første dag (1. juli 1863) blev han ramt af en riffelkugle i venstre øje, og det kostede ham synet på begge øjne. I november 1863 fik han et juvelbesat sværd fra 29. frivillige New Jersey regiment for hans tjeneste i dette slag. General Paul var på sygeorlov indtil den 16. februar 1865, hvor han blevet taget ud af aktiv tjeneste, på grund af sin blindhed. Herefter gjorde han tjeneste viceguvernør på et soldaterhjem nær Washington D.C. indtil den 13. juni samme år, hvor han overtog ledelsen af et militært asyl i Harrodsburg, Kentucky, indtil den 20. december 1866.
Den 23. februar 1865 blev han udnævnt til midlertidig brigadegeneral i den regulære hær for tapperhed i slaget ved Gettysburg. I december 1866 tildelte Kongressen ham fuld løn svarende til rangen som brigadegeneral.
Paul døde i Washington D.C. i 1886 og blev begravet med fuld militær honnør på Arlington National Cemetery.
Den 10. december samme år og samme sted rejste hans kammerater fra Grand army of the Republic et monument til minde om General Paul.